# 珞璜电厂

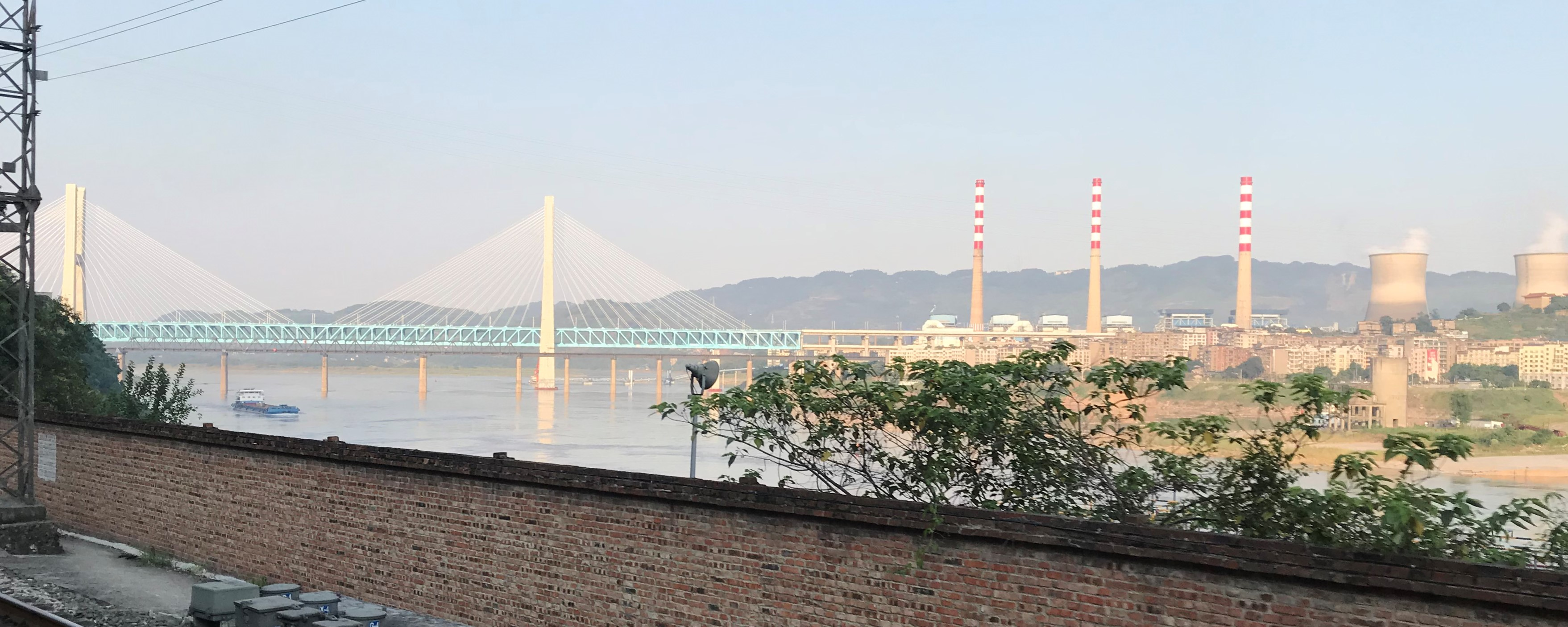
新白沙沱长江大桥和珞璜电厂（右岸）

珞璜电厂是中国华能国际旗下的一座火力发电厂，是华能集团管理，重庆市能源投资集团参股的股份制企业。位于重庆江津珞璜镇，距离重庆主城区59公里（直线距离38公里）的长江边。电厂一、二期工程分别于1988年9月和1996年12月正式动工兴建，并分别于1992年和1998年建成投产。目前装机容量为264万千瓦，为为西部地区最大的绿色环保型火力发电厂。

## 发电设备
目前珞璜电厂拥有一期工程4台法国阿尔斯通生产的单机容量360MW燃煤汽轮发电机组,总装机容量1440MW的亚临界、中间再热、强制循环、双拱炉膛、固态排渣、W型火焰、燃烧无烟煤汽包锅炉；汽轮机是由法国STG公司制造的亚临界参数、中间再热、单轴、三缸双排汽、四低加、二高加、一除氧冲动凝汽式汽轮机组；发电机是由法国STG公司制造的水-氢-氢360MW发电机。 同时配备了4套日本三菱重工公司生产的烟气脱硫设备(FGD)，年发电量90亿KWH，三期工程（2×600MW），在2006年底5#机组投产发电，2007年5月6#机组投产发电，华能珞璜电厂成为装机容量达2640MW的特大型火力发电厂和西南地区的主要火电能源基地。
- 一期1号机组装机容量30万千瓦，1991年4月投产发电。
- 一期2号机组装机容量30万千瓦，1991年6月投产发电。

- 二期3号机组装机容量30万千瓦，1998年3月投产发电。
- 二期4号机组装机容量30万千瓦，1998年5月投产发电。
- 二期5号机组装机容量60万千瓦，2006年11月投产发电。
- 二期6号机组装机容量60万千瓦，2007年5月投产发电。

- 三期7号机组装机容量60万千瓦，2008年4月投产发电。
- 三期8号机组装机容量60万千瓦，2008年12月投产发电。

## 入网情况
和四川省二滩水电站与三峡发电厂并入华中电网不同，重庆华能珞璜电厂的电力和重庆市区的重庆发电厂一同并入南方电网，供应重庆（除涪陵、万县、黔江等“新重庆地区”，其电网为华中电网）、贵州、广东、广西、海南使用。这也是华能旗下电厂中唯一一座并入南方电网的巨型电站。

## 电力环保
珞璜电厂脱硫装置在国内保持着多项领先。一是每套排烟脱硫装置处理烟气约1080000Nm3/h，脱硫效率高达95％，是全国大规模、效率高的脱硫装置；二是电厂的脱硫投运率超过90％，是目前国内运行十分正常的脱硫装置。三是Ⅱ期脱硫装置率先采用了中外合作制造的方式，国产化率超过75％，是目前国内国产化率相当高的脱硫装置。